# Kazys Tallat-Kelpša
Kazys Tallat-Kelpša, litovski general, * 1893, † 1968.